# 維多莉亞·格魯比奇
维多利亚·戈卢比奇（英語：Viktorija Golubic，1992年10月16日—）是瑞士职业网球女运动员，2010年轉職業。她的WTA生涯最高單打排名為第48（2021年7月12日）。

## 外部連結
- 維多莉亞·格魯比奇的国际女子网球协会官方資料（英文）
- 維多莉亞·格魯比奇的國際網球總會 職業／青少年 官方資料（英文）
- Fed Cup - Player profile - Viktorija Golubic (SUI) （页面存档备份，存于）